# Viacheslav Dzhaste
Viacheslav Madinovich Dzhaste –en ruso, Вячеслав Мадинович Джасте– (Tajtamukái, 12 de mayo de 1986) es un deportista ruso de origen adigués que compitió en lucha grecorromana. Ganó una medalla de bronce en el Campeonato Mundial de Lucha de 2006 y una medalla de bronce en el Campeonato Europeo de Lucha de 2006.

## Palmarés internacional
| Campeonato Mundial | Campeonato Mundial | Campeonato Mundial | Campeonato Mundial |
| Año                | Lugar              | Medalla            | Categoría          |
| ------------------ | ------------------ | ------------------ | ------------------ |
| 2006               | Cantón (China)     | Medalla de bronce  | kg                 |
| Campeonato Europeo |                    |                    |                    |
| Año                | Lugar              | Medalla            | Categoría          |
| 2006               | Moscú (Rusia)      | Medalla de bronce  | 60 kg              |